# 妻たちの鹿鳴館
妻たちの鹿鳴館（つまたちのろくめいかん）は、1988年10月8日（土曜日）にTBS系で放送されたテレビドラマである。放送時間は21:00 - 23:48（168分）。原作は山田風太郎の長編小説『エドの舞踏会』（1983年）。また同小説を原作とする、1986年、2000年、2002年の舞台化作品である。

## 概要
1988年10月8日「ドラマ特別企画 妻たちの鹿鳴館」として放送。第26回ギャラクシー賞奨励賞に選定された。
TBSチャンネル大型時代劇アワーとして2010年4月18日にTBSチャンネルで再放送。

## スタッフ
- 原作：山田風太郎
- 脚本：宮川一郎
- プロデューサー：石井ふく子
- 演出：鴨下信一
- ナレーション：渥美清

## 出演
- 登喜（権兵衛の妻）：大原麗子
- 山本権兵衛：竹脇無我

- 梅竜の母：杉山とく子
- 井上家女中頭：緋多景子
- 伊藤家女中頭：茅島成美
- バラン：リチャード・ハーラン
- お香（芸者）：土田早苗
- 川上貞奴：松本伊代
- はつ（黒田家女中）：仙道敦子
- 立石清一郎：沖田浩之
- 坂本雄作：香川照之
- 西郷四郎：大門正明
- 野々沢万作：イッセー尾形
- 源八（黒田家馬丁）：西城秀樹
- 政之助：岡本信人
- 黒田清隆：すまけい

- 武子（井上馨の妻）：草笛光子
- 常子（森有礼の妻）：音無美紀子
- 大山捨松（大山巌の妻）：片平なぎさ
- 梅竜：波乃久里子
- 井上馨：田村高廣
- 広見綱三郎：山本學

- 梅子（伊藤博文の妻）：池内淳子
- 滝子（黒田清隆の妻）：佐久間良子（特別出演）
- 坂本宗作：小林桂樹
- 志乃（山本権兵衛の姉）：山岡久乃
- 伊藤博文：若山富三郎

## 舞台
1986年2月、東京宝塚劇場にて「エドの舞踏会」として上演。堀越真脚本、水谷幹夫演出。
2000年、2002年に明治座で「妻たちの鹿鳴館」として上演された。 2000年7月29日、NHK BS2で初演が放送された。
脚本：大藪郁子、演出：石井ふく子。

### キャスト
- 山本権兵衛：松村雄基
- 伊藤梅子：若尾文子（2002年は急病により途中降板）→音無美紀子（2002年途中より代役）
- 伊藤博文：愛川欽也（2000年）→江原真二郎（2002年）
- 末松謙澄：鈴木章生（2000年）→佐野瑞樹（2002年）
- 末松生子（謙澄の妻、博文の娘）：吉村涼
- 森有礼：青山哲也
- 森阿常：坂口良子（2000年）→音無美紀子（2002年途中まで）→石原舞子（2002年途中より）
- 井上馨：小島秀哉（2000年）→竹脇無我（2002年）
- 井上武子：淡島千景（2000年）→草笛光子（2002年）
- 山県友子（山県有朋の妻）：上村香子（2000年）
- エルヴィン・フォン・ベルツ：グレッグ・デイル